# Jean Cardon (football)
Pour les articles homonymes, voir Cardon (homonymie) et Jean Cardon.
Jean Cardon est un footballeur français né le 18 avril 1916 à Corbie (Somme) et mort le 6 juin 2010 à Ham,.
Demi-centre, il a joué au Amiens AC, avant de rejoindre le CA Paris, avant-guerre.
À la Libération, il est recruté par le nouveau Lille OSC, avant de terminer sa carrière dans le club de ses débuts à Amiens.

## Palmarès
- Finaliste de la Coupe de France en 1945 avec le Lille OSC